# Gechazi

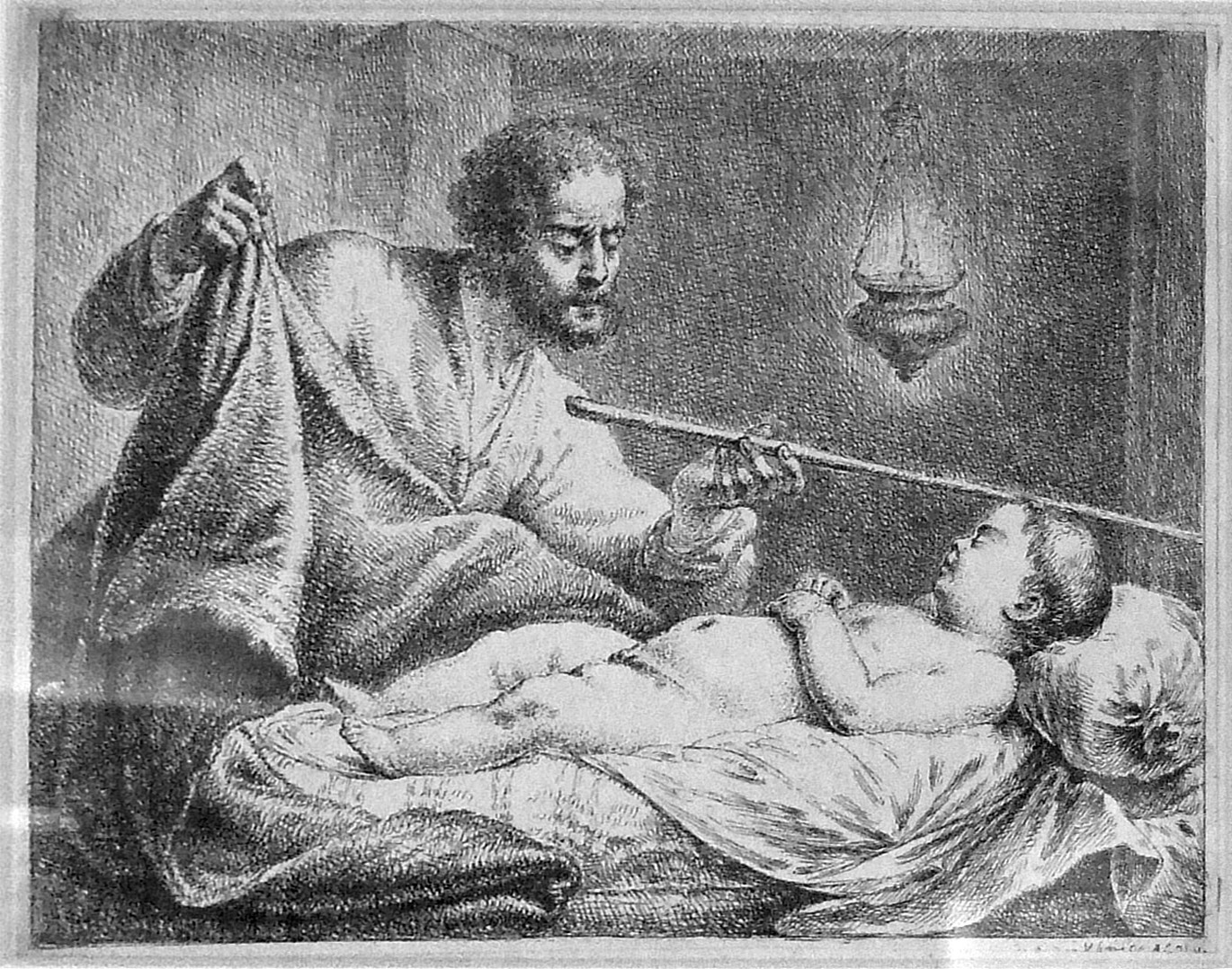
Gechazi probeert het kind op te wekken - gravure van Bernhard Rode (1780)

Gechazi of Gehazi (Hebreeuws: גֵּיחֲזִי, "vallei van visioen" of "vallei van gierigheid") was volgens de Hebreeuwse Bijbel de knecht van de profeet Elisa.
Gechazi komt in twee verhalen over Elisa voor: in twee episodes over de vrouw uit Sunem (2 Koningen 4:8-37 en 8:1-6) en in het verhaal over Naäman, de bevelhebber van het Aramese leger (2 Koningen 5). In andere verhalen over Elisa is ook sprake van een knecht, maar die wordt niet met name genoemd.
In het verhaal over Naäman bedroog Gechazi Elisa door geschenken aan te nemen van Naäman in naam van Elisa, terwijl deze de geschenken juist had geweigerd. Toen Gechazi terugkwam van zijn ontmoeting met Naäman, vroeg Elisa: "Waar ben je geweest, Gechazi?" Gechazi antwoordde: "Ik? Nergens". Vanaf dat moment werden Gechazi en zijn nageslacht getroffen door de melaatsheid (huidvraat) waaraan Naäman leed voordat Elisa hem genas.

## Uitdrukking
De uitdrukking 'Vanwaar Gehazi?' (naar een verouderde vertaling van 2 Koningen 5:25) wordt wel gebruikt "als iemand ineens binnen komt vallen in een ruimte en betekent zoiets als ‘Waar kom jij nu vandaan?’".